# Coton de Siam blanc
Le coton de Siam blanc est une appellation que les planteurs de coton de Saint-Domingue avaient imposée sur le marché mondial au XVIIIe siècle dans les moments forts de l'histoire des indiennes de coton en Europe, car elle répondait à la nécessité de produire des cotonnades douces et très blanches, pour pouvoir les imprimer de motifs en couleur
Plus fin que le coton de la Jamaïque, encore plus blanc que le « Cayenne », le coton de Siam blanc a une rentabilité plus élevée, 24 % contre 14 %. Il était cultivé à la Martinique, et aux Cayes, à Saint-Domingue, sous le même nom, après avoir été considéré comme une simple variété du "Siam couronné de Saint-Domingue", moins blanc et moins soyeux. Il est décrit par Alexandre Henri Tessier un planteur de Saint-Domingue dans une Encyclopédie méthodique, rédigée de retour d'un voyage chez les industriels écossais, mené afin de savoir quelles sont les variétés de coton qui conviennent le mieux au filage.
Il a été concurrencé à la fin de la révolution cotonnière de Saint-Domingue par le Sea Island cotton et le Coton de Sainte-Marthe appelé aussi « coton de soie », jugé plus délicat et d'un meilleur rendement. Dans un mémoire adressé à la Société d'agriculture, Médéric Louis Élie Moreau de Saint-Méry explique que la Coton de Sainte-Marthe a été introduit à Saint-Domingue par les Espagnols au cours de l'année 1757. La Société nomma à la demande de Médéric Louis Élie Moreau de Saint-Méry, trois de ses membres comme commissaires, pour étudier sa capacité à être utilisé par les machines des premiers entrepreneurs du coton britannique et le test fut réussi.